# Didymodon glaucus
Didymodon glaucus là một loài Rêu trong họ Pottiaceae. Loài này được Ryan mô tả khoa học đầu tiên năm 1901.